# Tháp phát thanh Gliwice

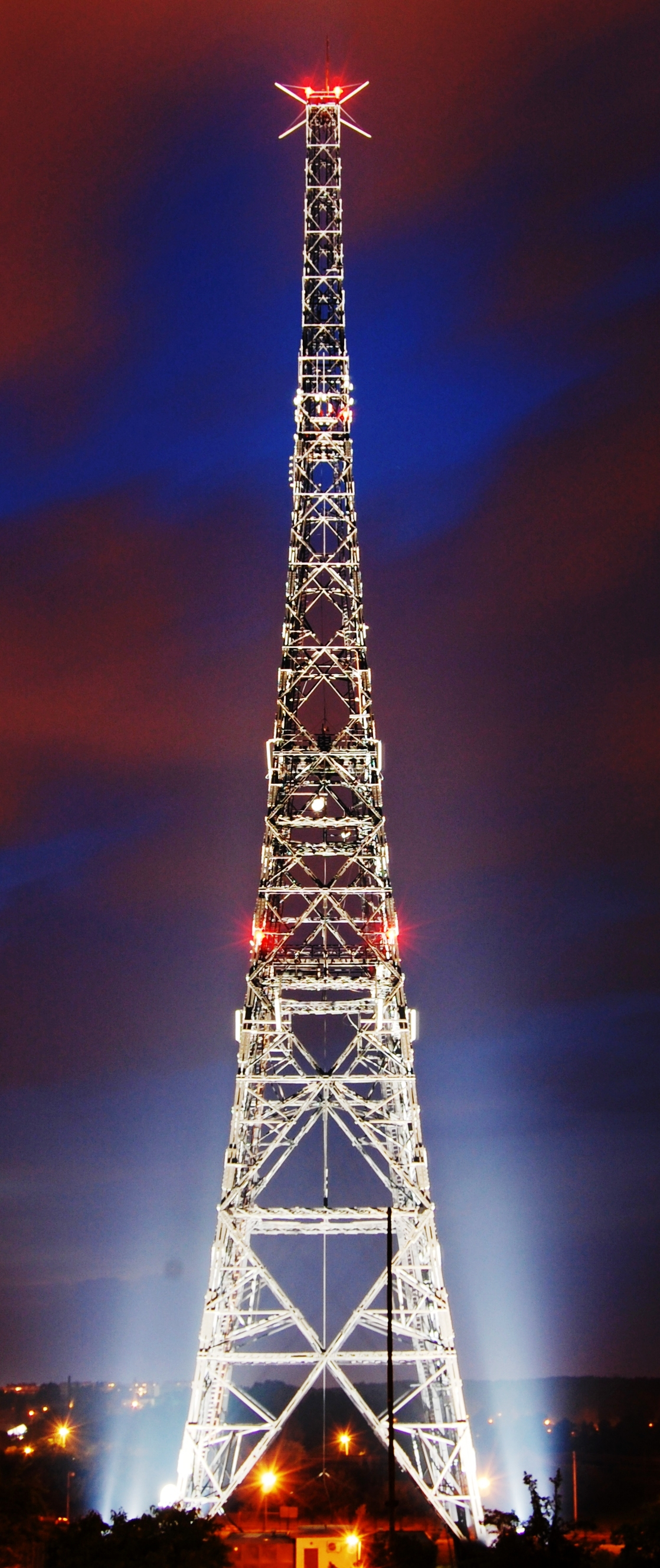
Tháp phát thanh Gliwice

Tháp phát thanh Gliwice là một tháp truyền tải ở quận Szobiszowice của Gliwice, Upper Silesia, Ba Lan.

## Kết cấu
Tháp phát thanh Gliwice cao 118 m (387 ft) (bao gồm 8 m (26 ft) chóp dài trên đỉnh của nó), với một khung gỗ từ gỗ thông rụng lá liên kết bằng các đầu nối bằng đồng. Nó có biệt danh là "Tháp Eiffel Silesia" được đặt bởi cư dân. Tòa tháp có bốn tầng, lần lượt có chiều cao là 40,4 m, 55,3 m, 80,0 m và 109,7 m trên mặt đất. Tầng cao nhất có kích thước 2,13 x 2,13 m. Một bậc thang với 365 bước cung cấp quyền truy cập lên đỉnh của tháp.

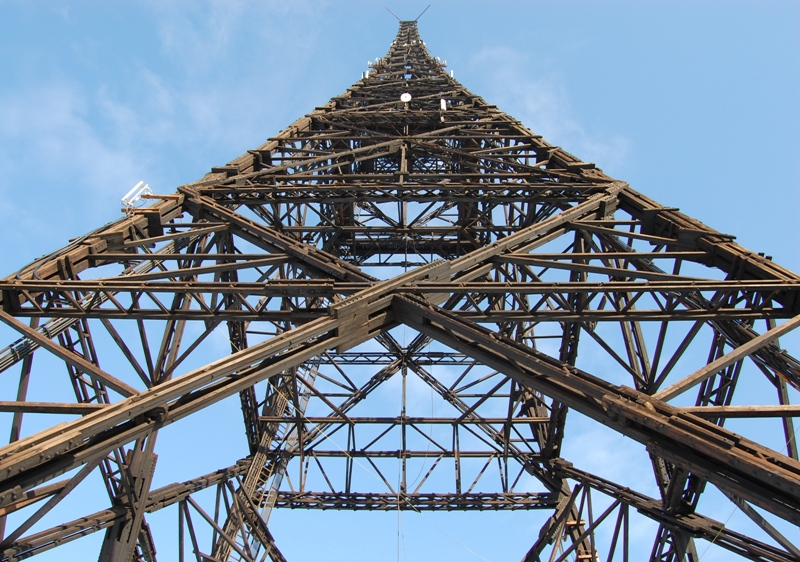
Kết cấu gỗ

Tháp là cấu trúc bằng gỗ cao nhất ở châu Âu. Tòa tháp ban đầu được thiết kế để mang sóng trên không để phát sóng trung bình, nhưng máy phát đó không còn hoạt động nữa vì giai đoạn cuối bị thiếu. Ngày nay, Tháp phát thanh Gliwice mang nhiều ăng ten thu phát cho các dịch vụ điện thoại di động và máy phát FM công suất thấp phát sóng vào ngày 93.4   MHz.

## Lịch sử
Tòa tháp được dựng lên từ ngày 1 tháng 8 năm 1934 với tên Sendeturm Gleiwitz (Tháp phát thanh Gleiwitz), khi lãnh thổ này là một phần của Đức. Nó được vận hành bởi Reichssender Breslau (tập đoàn truyền hình Schlesische Funkstunde cũ) của mạng vô tuyến Reichs-Rundfunk-Gesellschaft. Tòa tháp được mô phỏng theo máy phát vô tuyến Mühlacker, nó đã thay thế một máy phát nhỏ hơn ở Gleiwitz nằm gần Raudener Straße và đi vào hoạt động vào ngày 23 tháng 12 năm 1935.
Vào ngày 31 tháng 8 năm 1939, SS Đức đã tổ chức một cuộc tấn công 'Ba Lan' vào đài phát thanh Gleiwitz, sau đó được sử dụng như là sự biện minh cho cuộc xâm lược Ba Lan. Cơ sở truyền tải không bị phá hủy trong Thế chiến II. Từ ngày 04 Tháng 10 năm 1945 cho đến khi khánh thành trạm phát mới ở Ruda Slaska vào năm 1955, trạm phát Gliwice đã được sử dụng cho truyền trung sóng bởi đài truyền hình nhà nước Ba Lan Đài phát thanh Polskie. Sau năm 1955, nó được sử dụng để gây nhiễu các trạm sóng trung bình (như Đài Châu Âu Tự do) phát các chương trình tiếng Ba Lan từ Tây Âu.

## Chương trình truyền
| Chương trình       | Tần số MHz | Năng lượngkw | Phân cực       | Sơ đồ ăng ten khoảng (ND) / định hướng (D) |
| ------------------ | ---------- | ------------ | -------------- | ------------------------------------------ |
| Đài phát thanh CCM | 93,40      | 2            | Theo chiều dọc | ND                                         |